# Insecticons
Insecticons zijn een fictief ras van robots uit de Transformers-series. In de Japanse versie stonden ze bekend als Insectrons. De naam werd ook gebruikt voor twee fictieve personages in de Transformers universums. De Insecticons zijn gemodelleerd naar insecten.

## Transformers - Generation 1 (1985)
In de Generation 1 speelgoed-, strip- en televisieseries kwamen de Insecticons voor het eerst voor. De eerste drie Insecticons waren gebaseerd op Diaclone speelgoed van Takara. In deze series waren de Insecticons een subgroep van de Decepticons.

### Insecticon leden
Basis Insecticons:
- Shrapnel: een vliegend hert/robot. Kon andere robots beheersen via zijn antennes. In robotmode kon hij bliksem beheersen.
  - Functie: Elektronische oorlogvoering. „Beheers elektriciteit en je beheerst de wereld.”
  - Het gegil van de vijand is muziek voor deze Insecticon. Zijn voelspriet geleidt de bliksem, waarmee hij vijanden vernietigt.
- Bombshell: een katoensnuitkever/robot. Kon gedachten van anderen beheersen.
  - Functie: Psychologische oorlogvoering. „Het verstand is mijn speelterrein.”
  - Bombshell verandert vijanden in hulpeloze samenzweerders door middel van hypnose.
- Kickback: een sprinkhaan/robot die anderen via chantage kan beheersen. Kan zeer ver springen in beestmode.
  - Functie: Spionage. „Vriend is een ander woord voor dwaas.”
  - Charmant maar dodelijk. Hij maakt alleen maar vrienden om ze later te kunnen bedriegen.

Deluxe instections
Deze insecticons werden gemaakt door Bandai als onderdeel van een kort lopende speelgoedserie genaamd Beetras en geïmporteerd naar Amerika door Hasbro. Ze verschenen nooit in de televisieserie, alleen in de Marvel Comics-strips.
- Venom: een gigantische cicada/robot.
  - Functie: Psychologische oorlogvoering. „Vrienden zijn gevaarlijker dan vijanden.”
  - Venom vertrouwt niemand. Zijn dodelijke angel scheidt vloeistoffen af, die schadelijk zijn voor mechanisch en organisch leven.
- Barrage: een neushoornkever/robot.
  - Functie: Schutter. „Niets overeind laten, betekent niets meer over om te veranderen.”
  - Genadeloos en wreed... Barrage gelooft, dat vriendelijkheid alleen hoop geeft aan de verliezers.
- Chopshop: een vliegend hert/robot.
  - Functie: Dief. „Ik neem niemand gevangen, ik spaar alleen onderdelen.”
  - De gluiperigste onder de Insecticons. Chopshop steelt alles wat los en vast zit. Zijn voelsprieten kunnen staal doorsnijden.
- Ransack: een treksprinkhaan/robot.
  - Functie: Strijder. „Het zien ruineren alleen al, doet me naar meer verlangen.”
  - Ransack houdt van de strijd en maakt zich geen zorgen over het lot van onschuldigen. Zijn achterpoten kunnen staal verbrijzelen.

Insection klonen:
- Shothole – kloon van Kickback.
- Salvo – kloon van Bombshell.
- Zaptrap – kloon van Shrapnel.

### Animatieserie
In de originele animatieserie waren de Insectioncs drie Decepticons die door Megatron waren achtergelaten op zijn schip toen hij de Ark van de Autobots achtervolgde. Het trio kon uit het schip ontsnappen met een ontsnappingscapsule, en kwam terecht in een Indonesisch moeras. Daar scanden ze om te overleven de gedaantes van drie insecten. Als insecten konden ze Energon absorberen uit organisch leven en metaal.
Ze werden eeuwen later door Megatron gevonden in de aflevering “A Plague of Insecticons”, en weer gerekruteerd voor de Decepticons. Ze waren echter een stuk zelfstandiger geworden en gehoorzaamden Megatron maar gedeeltelijk. Ze absorbeerden Megatrons energonvoorraad, wat tot een gevecht met de Decepticons leidde.
In de rest van de serie maakten de Insecticons en Decepticons geregeld deals, die vaak gepaard gingen met verraad door een van beide partijen. De insectrons namen zelfs een keer alle Decepticons in hun macht, waardoor Megatron gedwongen was met de Autobots samen te werken en ze tegen te houden.
De Insecticons kwamen ook voor in de animatiefilm, waarin ze deelnamen aan het gevecht in de Autobot stad. Het is niet bekend of de Insecticons in deze film dezelfde waren als in de serie, of een paar van hun klonen. Ze werden door Unicron veranderd in nieuwe soldaten voor Galvatron.

### Strips
In de Transformers strips van Marvel Comics waren de Insecticons eveneens een subgroep van de Decepticons. In deze strips konden ze zichzelf verkleinen tot het formaat van echte insecten. Ze hadden echter niet te mogelijkheid zich te klonen. Hun optredens in de strips waren beperkt. Allen in de delen 21 en 22 hadden ze een grote rol.
De Insecticons doken ook op in Dreamwaves versie van Generation 1. Ze verschenen aanvankelijk in de miniserie Transformers: The War Within als een elite-groep die op Optimus Prime joeg.
De Insecticons hadden eveneens een rol in Devil's Due-cross-over van G.I Joe en de Transformers.

## Beast Wars
In de animatieserie Beast Wars werd gerefereerd aan de Insecticon Shrapnel toen de Predacon Waspinator door een klap op zijn hoofd dacht dat hij Shrapnel was.
In de speelgoedlijn van Beast Wars kwamen veel op insecten gebaseerde Transformers voor, maar deze hoorden bij de Predacons of Maximals.
In de Beast Wars-strips van IDW Publishing kwam wel een personage voor met de naam Insecticon. Hij was een Predacon gewapend met een kruisboog.
In de Japanse speelgoedserie en animatieserie Beast Wars II kwamen ook op insecten gebaseerde Transformers voor. Deze Insecticons waren voormalige huursoldaten, die door Starscream werden misleid tot het aanvallen van de Maximals. Later sloten ze zich bij de Maximals aan.

## Transformers: Energon (2004)
Enkele van de Terrorcons uit de animatieserie Transformers: Energon waren gemodelleerd naar de Insecticons uit de originele animatieserie. Ze waren loyaal aan Scorponok.
In de Dreamwave-strips van Transformers: Energon kwam een personage voor met de naam Insecticon. Hij was een Decepticon die niet kon hebben dat na Unicrons dood de Autobots en Decepticons vrede hadden gesloten. Hij werd door Megatron persoonlijk verslagen.